# 巴特氏症候群
巴特氏症候群（Bartter syndrome）是一群腎小管病變的總稱，它們的共同症狀為低血鉀、低血氯、代謝性鹼中毒以及血中腎素濃度過高，但血壓同時為正常。此症候群為腎小管上的數個離子通道基因突變所導致的疾病。

## 症候特徵
其發生率為1/1000000，但由於個案過少，數字未必準確。
遺傳方面，其遺傳方式為體染色體隱性，但因有各種不同症狀而有不同的基因錯誤。

## 外部連結
- The Bartter Site （页面存档备份，存于）